# Dunantspitze
Die Dunantspitze (bis 2014: Ostspitze) ist eine 4631 m ü. M. hohe, wenig eigenständige Gratzacke der Dufourspitze. Sie wird beim Aufstieg auf die Dufourspitze über den Ostgrat vom Silbersattel oder vom Grenzsattel aus überschritten.
Der damals noch "Ostspitze" genannte Gipfel wurde 1854, ein Jahr vor dem Hauptgipfel der Dufourspitze, von Christopher Smyth, James G. Smyth und Edmund Smyth erstmals bestiegen. Damals war es noch nicht klar, welcher der beiden Gipfel der höhere war – der tatsächliche Höhenunterschied liegt bei ungefähr drei Metern.
Die Gemeinde Zermatt und der Kanton Wallis benannten die Ostspitze am 6. Oktober 2014 zu Ehren des Gründers des Roten Kreuzes, Henry Dunant, in Dunantspitze um. Dies geschah anlässlich des 150-Jahr-Jubiläums der Entwicklung der Genfer Konventionen und der Gründung des Internationalen Roten Kreuzes.
Ausgangspunkt für eine Besteigung über den Normalweg ist die Monte-Rosa-Hütte (2883 m ü. M.).